# T-62

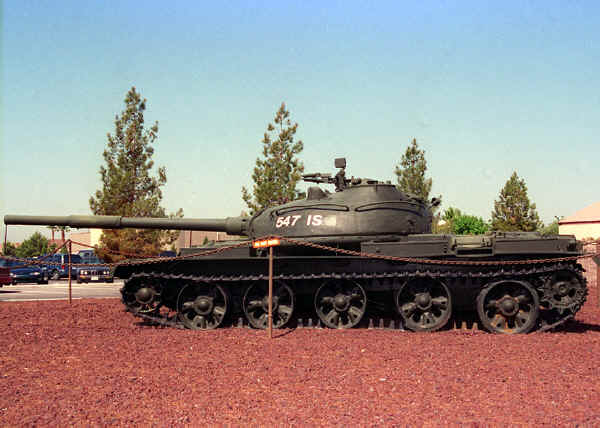
T-62 zijaanzicht

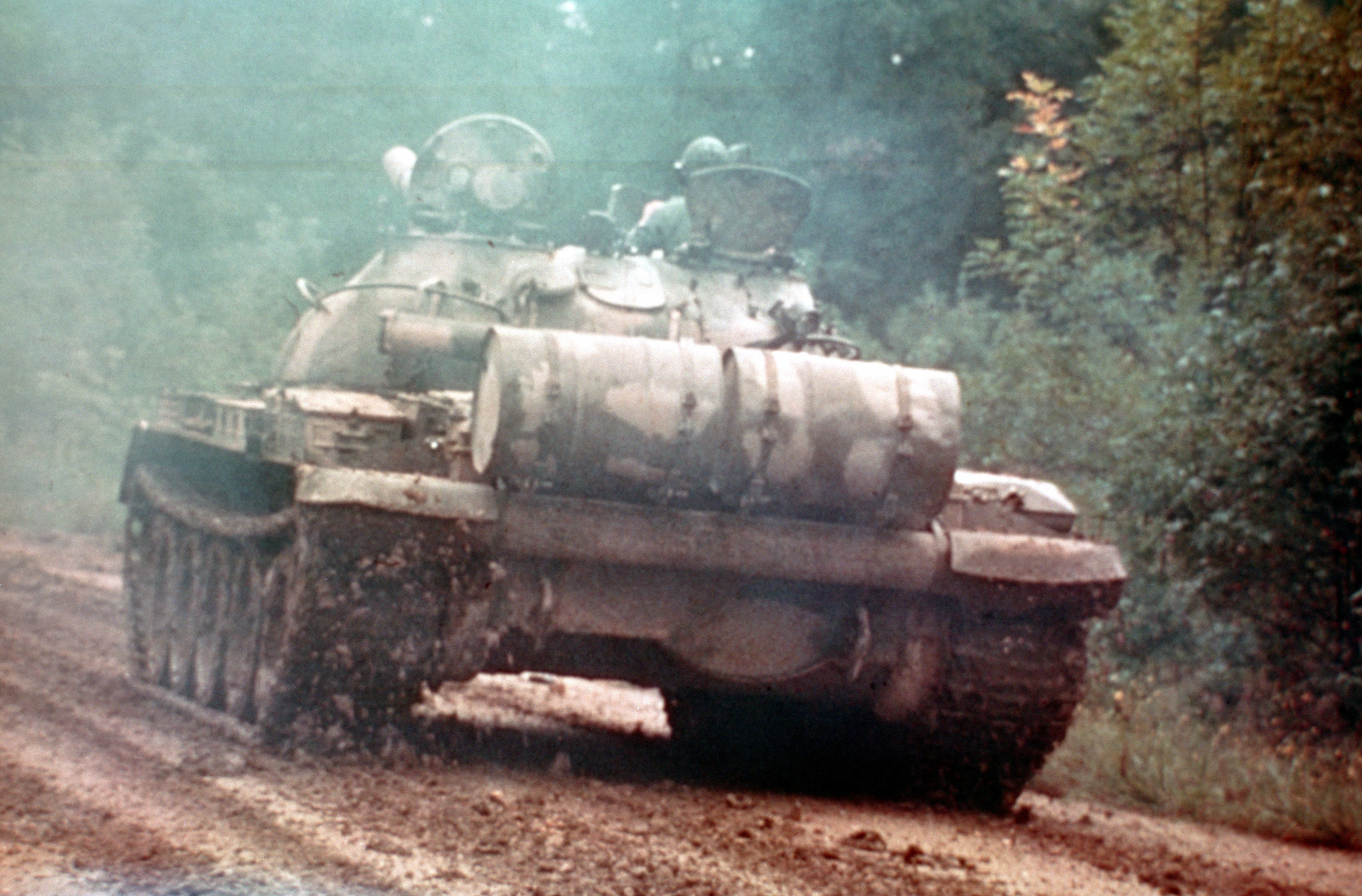
Achteraanzicht T-62 tank met twee extra brandstoftanks boven de motor

De T-62 is een middelzware Sovjet-Russische tank die in productie kwam in juli 1962, als opvolger van de T-55. Er zijn ruim 22.700 exemplaren van gebouwd tussen 1962 en 1975.

## Ontwikkeling
Deze tank was noodzakelijk, omdat de politieke leiding ontevreden was over het door Chroesjtsjov, tegen de zin van het leger in, laten stopzetten van de productie van zware tanks. Middels de T-62 wilde Chroesjtsjov nu de indruk wekken dat de overblijvende middelzware tanks zo modern mogelijk waren. De fabricage van de T-55 werd stilgelegd ten bate van de, via de Objekt 165 en 166 prototypen, van de T-55 afgeleide T-62. Kort daarop werd echter besloten om naast de T-62 de T-55 wel weer in productie te nemen. Dat was wenselijk gezien het feit dat de T-62 aan snelle slijtage onderhevig was. 
Als hoofdwapen van het leger dwong een aanvalstank als de T-55 de tactiek te veel in een offensieve richting. Dat maakte de NAVO onnodig nerveus, wat slecht paste in Chroesjtsjovs buitenlandse politiek van de detente. Omdat de tank ongeschikt was voor de verdediging, zou men zelfs moeten vrezen dat de NAVO in tijden van spanning een succesvolle preventieve aanval zou uitvoeren op de Groep van Sovjetstrijdkrachten in Duitsland en dat kon er weer toe leiden dat men zichzelf gedwongen zou zien als eerste in de aanval te gaan. Het type gold dus als een ongewenste destabiliserende factor. De bezwaren van het leger zorgden ervoor dat op de latere modellen van de T-54 en op de T-55 modernere technologieën mochten worden toegepast. Het Rode Leger gebruikte eerder dan het Westen infraroodkijkers en snorkeluitrusting. 
Gezien de ontwikkeling in het westen van tanks en bepantsering in het algemeen zag men zich genoodzaakt tot een nieuw kanon over te gaan. De standaard van 100 mm had een beperking: een getrokken loop. Gebruik maken van "trekken en velden", een spoor in de loop die de granaat om zijn as deed draaien ten behoeve van de stabiliteit en dus trefzekerheid, was tot die tijd standaard. Nadeel was een beperking in de snelheid van een granaat. Een nieuwe vingestabiliseerde granaat van 115 mm met een gladde loop maakte een hogere mondingssnelheid mogelijk en daarmee een grotere penetratie. Met de komst van de staafpenetrator werd het mogelijk om de bepantsering van Westerse tanks eenvoudiger te doorboren. De staafpenetrator bestaat daartoe uit een pijlvormig projectiel, afgeschoten met hoge snelheid, typisch tweemaal de geluidssnelheid.
Latere modellen waren uitgerust met stabiliserend richtsysteem en laser-afstandsmeters.

## Inzet
De T-62 was superieur aan veel toenmalige westerse tanks. Hij bleek echter kwetsbaar voor eerder ontworpen westerse tanks zoals de Centurion en M48 Patton, maar ook voor de later ontworpen M60 Patton. In de Jom Kipoeroorlog legde de T-62 het zelfs af tegen verbeterde Shermans. Na de Jom Kipoeroorlog in oktober 1973 werden enkele exemplaren buit gemaakt. Uit technische en praktische testen bleek de tank moeilijk met antitankwapens uit te schakelen. De reden waarom er enkele honderden exemplaren (onbeschadigd) in handen van Israël vielen, had voornamelijk met onderhoud te maken. De T-62 had een onderhoudsgevoelige versnellingsbak. Andere nadelen van de T-62 was het beperkte zicht voor de chauffeur en de krappe, oncomfortabele ruimte voor de bemanning.
De tank werd ook in de 21e eeuw ingezet: in de Syrische burgeroorlog, Vanaf mei 2022 haalde Rusland oude T-62’s uit de mottenballen om verloren modernere tanks te vervangen in de Russische invasie van Oekraïne sinds 2022. Russische T-62’s die in Oekraïense handen vallen worden door hen omgebouwd tot genievoertuigen. Als tank zijn ze voor Oekraïne bij gebrek aan munitie van 115 millimeter niet meer bruikbaar. Rusland had in Oekraïne per 4 augustus 2023 ten minste tachtig T-62's verloren, tegen midden juni 2024 was dit opgelopen tot 151, waaronder verschillende subtypes.

## Gegevens
- Nationaliteit: U.S.S.R.
- In gebruik bij: voormalige Warschaupact-landen
- Productieperiode: 1962-1975

### Overige technische gegevens
- hoofdbewapening: 115mm-kanon met gladde loop
- Rookafzuiger op 1/3 van de loop
- coaxiale mitrailleur van 7,62 mm
- Infrarood-schijnwerpers:
  - voorzijde van de toren
  - voor de commandantskoepel
- Snelheid: 50 km/h
- actieradius: 400 km (zonder hulptanks)
- Loopwerk met vijf baanwielen met een technische spatie tussen het eerste en tweede paar en zonder keerrollers.
- Waadvermogen: 1,40 meter
- Snorkeldiepte: 5 meter